# Tara Davis-Woodhall
Tara Davis-Woodhall (nacida Tara Davis, Mesquite, 20 de mayo de 1999) es una deportista estadounidense que compite en atletismo, especialista en la prueba de salto de longitud. Está casada con el atleta Hunter Woodhall.
Participó en dos Juegos Olímpicos de Verano, obteniendo una medalla de oro en París 2024, en la prueba de salto de longitud, y el sexto lugar en Tokio 2020, en la misma prueba.
Ganó una medalla de plata en el Campeonato Mundial de Atletismo de 2023 y una medalla de oro en el Campeonato Mundial de Atletismo en Pista Cubierta de 2024.

## Palmarés internacional
| Juegos Olímpicos                     | Juegos Olímpicos      | Juegos Olímpicos | Juegos Olímpicos  |
| Año                                  | Lugar                 | Medalla          | Prueba            |
| ------------------------------------ | --------------------- | ---------------- | ----------------- |
| 2024                                 | París (Francia)       | Medalla de oro   | Salto de longitud |
| Campeonato Mundial                   |                       |                  |                   |
| Año                                  | Lugar                 | Medalla          | Prueba            |
| 2023                                 | Budapest (Hungría)    | Medalla de plata | Salto de longitud |
| Campeonato Mundial en Pista Cubierta |                       |                  |                   |
| Año                                  | Lugar                 | Medalla          | Prueba            |
| 2024                                 | Glasgow (Reino Unido) | Medalla de oro   | Salto de longitud |